# Закария аль-Ансари
Зайнудди́н Абу́ Яхья́ Закария́ ибн Муха́ммад аль-Анса́ри (араб. زين الدين أبو يحيى زكريا بن محمد الأنصاري‎; 1420, Сунайка, Египет, Мамлюкский султанат — 1520, Каир, Египет, Османская империя) — исламский учёный-богослов, правовед шафиитского мазхаба и верховный судья Мамлюкского султаната.

## Биография
Родился в 1420 году в египетском городе Сунайка. С детства начал изучать Коран и шариатские дисциплины. В 1437 году покинул свой городок и поступил на учёбу в Университет аль-Азхар.

Абдул-Ваххаб аш-Шарани, который был его учеником, пишет, что тот рассказывал про себя: 
Я пришёл в Аль-Азхар юношей. Ничто из мирского не отвлекало меня, и сердце своё я не связал ни с кем из людей. Я часто голодал и ночью выходил и собирал корки от арбуза, мыл их и этим довольствовался. Так я провёл долгое время, и тогда Всевышний предопределил мне встречу с одним из Его праведных рабов. Он работал на мельнице, и он всё время интересовался моим положением и покупал мне еду, одежду и книги. Он говорил мне: «Закария, не бойся за своё состояние из-за меня». И так продолжалось несколько лет. В одну из ночей, когда все спали, он взял меня за руку и сказал «Идём со мной!» Он повёл меня к высокой лестнице в Аль-Азхаре и сказал: «Поднимайся!» Я начал подниматься, а он всё повторял: «Поднимайся!» — пока я не достиг последней ступени. Потом он попросил меня спуститься и сказал: «О Закария, ты проживёшь долгую жизнь, пока не переживёшь своих сверстников, и возвысится твоя степень, и займёшь ты пост „шейх аль-ислама“, и будешь ты занимать его долгое время. Ты будешь жить, пока твои ученики не займут пост „шейху ль-ислама“ ещё при твоей жизни и пока твои глаза не ослепнут». Я спросил: «Неужели мне не избежать слепоты?» Праведник ответил: «Нет! Не избежать». После этого он исчез, и я больше не видел его.
Обучался в Университете аль-Азхар у известных исламских богословов, среди которых был знаменитый хадисовед Ибн Хаджар аль-Аскаляни, Джалалуддин аль-Махалли, Шарафуддин аль-Мунави и др. Он изучал суфизм под руководством известного суфийского шейха Мухаммада ибн Умара аль-Васити.
Его перу принадлежит более сорока книг по различным областям религиозных наук. У него имеются книги по толкованию Корана, хадисоведению, праву, суфизму, арабской грамматике, логике и т. д.
Преподавал в крупных учебных заведениях Египта. Среди его учеников были такие известные богословы как Ибн Хаджар аль-Хайтами, Шихабуддин ар-Рамли, Шамсуддин ар-Рамли и многие другие.
По просьбе султана Каитбая аль-Ашрафа он принял пост верховного судьи. В дальнейшем он очень сожалел, что согласился принять пост судьи, считая это ошибкой. Он покинул пост судьи по одной версии из-за потери зрения, а по другой из-за несогласия с несправедливостью, творимой султаном.
Вёл аскетичный образ жизни, хотя обладал большими богатствами. Он был очень щедр, и настолько старался скрыть это от людей, что некоторые не очень близко его знавшие люди думали даже, что он скуп.

## Смерть
Скончался 24 октября 1520 года. Его похоронили рядом с могилой имама аш-Шафии. Огромное количество людей провожало его в последний путь.